# Vainglory
Vainglory — видеоигра в жанре MOBA, разработанная и выпущенная Super Evil Megacorp на платформах iOS и Android. Игра является кроссплатформенной, доступна как на мобильных устройствах (Android,iOS), так и на компьютерах (Mac,Windows).
Игра начала разрабатываться в 2012 году, сразу после основания Super Evil Megacorp; выпущена 16 ноября 2014 года на iOS, а позже, 2 июля 2015 года, игра вышла на платформе Android. С тех пор игра претерпела некоторые изменения графики, появились новые режимы, добавили множество новых героев и предметов. Благодаря своим плюсам, которые отметили игровые сайты IGN, MOBAFire, MMORPG.com и сами игроки, она быстро набрала популярность, что помогло ей выйти на «новый уровень». Игра является первой киберспортивной дисциплиной для смартфонов.

## Разработка
Кристиан Сегерстрале представляет на Vainglory на конференции разработчиков игр 2016 года
В феврале 2012 года разработчики игр «ветераны» из Rockstar, Riot, Blizzard и Insomniac основали Super Evil Megacorp в Сан-Матео, штат Калифорния, чтобы создать многопользовательскую онлайн-арену боевых действий (MOBA) для планшетных устройств и, таким образом, начали разработку своей первой игры, Vainglory. Apple выбрала игру, чтобы продемонстрировать графические возможности своих iPhone 6 и Metal Graphics API в анонсе iPhone 6. Игра была мягко запущена за шесть месяцев до этого события в сентябре 2014 года и была выпущена 16 ноября 2014 года.
Кристиан Сегерстрале, основатель Playfish и бывший руководитель EA Digital, присоединился к Super Evil Megacorp в качестве главного операционного директора. Segerstrale ожидал, что Vainglory популяризует жанр MOBA, как «Halo сделал для шутеров от первого лица» . Segerstrale заявил, что он надеялся, что Vainglory станет тем, кем игроки «организуют свои жизни», а не чем-то, чтобы упустить свободное время. Игра предназначена для планшетов, которые, по мнению компании, были самой подходящей платформой, несмотря на отсутствие «основных игр» (игры, которые вознаграждали «коллективную работу и стратегию» в течение тысяч часов игры). Они рассказали Polygon, что планшеты «по своей сути являются социальными», «менее отчуждающими новых игроков» и «возможно, лучшим местом для многопользовательской игры». Генеральный директор Super Evil Megacorp Бо Дали сказал, что он видел игры PC MOBA в качестве одиночного опыта, и планшеты с мыслью могли бы сделать этот опыт лучше для групп как переизобретение локальной сети, где игроки разделяют общий игровой опыт в одном физическом пространстве на разных устройствах. Компания также предназначалась для игры, чтобы стать eSport. Европейский организатор турниров по электронным видам спорта Electronic Sports League объявил о проведении в июне 2015 года Vainglory Cup, набора соревнований Vainglory.
5 марта 2015 года на конференции разработчиков игр 2015 года Super Evil Megacorp объявила, что Vainglory получит Android-порт. После прохождения закрытого бета-тестирования игра была полностью выпущена 2 июля 2015 года в магазине Google Play.
Одной из самых впечатляющих черт Vainglory является его работа, созданная командой Карло «Chainsaw» Arellano. Игрокам также предлагается вести развитие Vainglory, взаимодействуя с разработчиками с помощью Livestreams на Twitch.
4 ноября 2019 года Super Evil Megacorp продала Vainglory другому издателю(и разработчику) — Rogue Games, Inc., и перешла к разработке новой игры — «Project Spellfire».

## Игровой процесс
В игре участвуют две команды по 3 или 5 человек в каждой(в зависимости от режима). Одна команда играет за синию сторону, другая — за красную. Каждый игрок управляет одним персонажем, который называется героем. Герой может получать опыт для повышения своего уровня, зарабатывать золото, покупать и собирать предметы, которые усиливают его или дают дополнительные способности. Каждый игрок постоянно получает небольшое количество золота от своей базы, а также зарабатывает небольшие порции золота за убийство вражеских существ и большие — за убийство героев. Команды рассредотачиваются по позициям, на которых происходит борьба с вражескими героями и отрядами миньонов под управлением компьютера, которые каждые полминуты появляются на базах команд. Цель игры — уничтожить главный кристалл на вражеской базе.
На данный момент в игре насчитывается 42 героя и 145 образа, каждый из которых уникален по-своему.

## Режимы
Помимо основных режимов 3 на 3 и 5 на 5, как в классических MOBA, в игре есть и другие режимы.
Блиц — формат быстрых 5-минутных матчей. Ваша цель: набрать 15 очков раньше вражеской команды. Пятиминутная игра может закончиться при двух условиях: кто-то набрал 15 очков или вышло время.
Убийство героя приносит 1 очко. Каждая цель (турели, добытчики золота и кристаллов) приносит по 3 очка. Вашей команде придётся с самого начала выбрать стратегию — делать упор на лес или на линию — и учиться играть в защите или нападении, в зависимости от того, насколько вы близки к заветным 15 очкам.
ARAL — перед началом матча вам дают случайного героя (вне зависимости от того, есть он у вас или нет), его можно таким же случайным образом сменить за 30ICE. Доступна только линия. Средняя длительность матча 7-10 минут.
Тренировочный матч — здесь вам доступны все герои и все образы (за исключением не открытых вами лимитированных образов). С самого начала у вас есть 30.000 золота, в магазине вы можете приобрести «Сок повышения уровня». Кракен и Кристальный страж появляются в начале игры.

## Таланты
Таланты — это коллекционные улучшения для героев Vainglory. Они работают только в быстрых режимах (СХВАТКА), например в Блицах и «Королевской битве», и могут превратить матч в настоящее безумие. Таланты не работают в классических (MOBA) режимах игры.
Их можно получить из различных сундуков (ежедневные сундуки, сундуки за задания, сундуки за ключи). Существуют редкие, эпические и легендарные таланты. Таланты прокачиваются за славу.

## Роли
В игре есть три основные роли:
- 1. Керри — Защита турелей на линии, нанесение урона.
- 2. Капитан — Защита союзников, покупка полезных предметов.
- 3. Лесник — Нанесение урона, зарабатывает золото в лесу.

Боевые роли:
- 1. Убийцы — Охотятся за одиночными целями и устраняют их стремительными атаками, которые наносят очень много урона. Как правило, убийцы очень «хрупкие», то есть у них не так много здоровья. Сильная сторона убийц-нанесение огромного урона за очень короткое время.
- 2. Снайперы — Наносят урон на расстоянии, стреляя по одному врагу. Их атаки не очень сильные, но быстрые. Как и убийцы, снайперы обычно не особо живучие.
- 3. Маги — Тоже любят находиться как можно дальше от противника. В отличие от снайперов и убийц, они умеют наносить сильный урон по площади, а их уникальные способности могут переломить ход схватки и даже целой игры. Как и снайпер, маг обычно занимает позицию в тылу.
- 4. Воины — Отлично чувствуют себя в самой гуще битвы. Они сражаются на передовой, наносят неплохой урон и способны хорошо держать удар. Большинство воинов не могут похвастаться высокой скоростью или огромным моментальным уроном, но если уж они доберутся до вас, то уже не отпустят. Зачастую воин прикрывает снайпера или мага, которые наносят мощный урон издалека. Обычно воины играют в лесу.
- 5. Защитники — Как понятно из названия, защитники оберегают от смерти более хрупких товарищей по команде. Обычно защитник — это самый крепкий из героев, и его всегда следует пускать вперед, особенно на чужих территориях, где в любом кусте может притаиться враг. В некоторых ситуациях вместо того, чтобы нападать на противника защитники лечат союзников или устанавливают поглощающие урон щиты. Защитники «кочуют» по карте, помогая союзникам, которым угрожает опасность. Они редко могут похвастаться большим количеством убийств или высокими боевыми характеристиками, но именно правильная игра за таких героев и своевременное использование специальных предметов зачастую решают исход целых матчей.

## Бесплатная ротация
Благодаря бесплатной ротации вы каждую неделю можете играть за шестерых разных героев в простых матчах без всяких ограничений. Таким образом, у вас появляется шанс испытать героев, прежде чем тратить на них ICE или славу.
Бесплатная ротация обновляется каждый вторник, после чего герои не появятся там в течение нескольких недель и даже месяцев. Бесплатная ротация не распространяется на ранговые матчи, ведь, когда на кону стоит ранг, игроки должны рассчитывать только на хорошо знакомых героев.

## Особенности героев
У каждого героя есть три особенных умения, которыми может воспользоваться игрок. Также у персонажей имеется врождённый (пассивный) навык.
Способности прокачиваются с получением уровня.
Коронное умение (или «Ультимейт») становится доступным к прокачке только после достижения 6 уровня (последующие уровни 9 и 12).
У первого и второго умения по пять очков прокачки, у коронного только три, так как уровней всего 12 вы будете стоять перед выбором — какие два умения форсировать, а какое не прокачать до конца.